# Alba Torrens
Pour les articles homonymes, voir Torrens.
Alba Torrens, née le 30 août 1989 à Binissalem, Majorque, est une joueuse internationale espagnole de basket-ball, évoluant au poste d'ailière pour le club russe UMMC Iekaterinbourg ainsi qu'en équipe nationale d'Espagne. 
En sélection nationale, elle remporte un titre de championne d'Europe en 2013, et deux médailles de bronze, en 2009 et 2015. Elle compte également deux autres médailles internationales, l'argent du Championnat du monde 2014 et le bronze de l'édition précédente en 2010.
Considérée comme l'une des meilleures joueuses, elle est récompensée de deux titres de meilleure joueuse européenne de l'année FIBA Europe et deux titres de meilleure joueuse de l'Euroligue, compétition de clubs majeure en Europe.

## Carrière en clubs

### Débuts en Ligue Féminine d'Espagne
Passionnée de sport collectif dès l’enfance, Alba Torrens est d’abord tentée par le football pour suivre les pas de son père. À l’âge de 10 ans, elle se laisse finalement convaincre par un professeur d’éducation physique d’adopter définitivement le basket. 
À 14 ans elle intègre le club de Segle XXI (Barcelone), un des meilleurs centres de formation du basket féminin espagnol. Elle y restera 3 ans, évoluant ainsi très vite en Ligue Féminine 2 et déjà aux côtés d’une de ses futures coéquipières en club et en sélection nationale, Laura Nicholls. 
En 2006, Alba Torrens quitte sa catalogne natale pour rejoindre le Real Club Celta (Vigo) et se frotter aux meilleures joueuses du pays à travers la Ligue Féminine. Entre 2006 et 2009, le club évolue entre la 7e et 12e place du championnat national.
À 20 ans, elle intègre le club de Perfumerias Avenida Salamanque, alors 2e du championnat de Ligue Féminine ; l'occasion aussi pour elle de s'aguerrir au plus haut niveau européen en participant à l'Euroligue. Pour sa première saison européenne, elle dispute 15 matchs et présente des statistiques de 7,5 points, 3,4 rebonds, 2,4 passes en 24 minutes. Son club échoue en quart de finale de l'Euroligue face à un autre club espagnol, Ros Casares Valence. Il est également battu par Valence en finale du championnat d'Espagne et de la coupe de la Reine.
Cette même année 2009, Alba Torrens est choisie en 36e position, au troisième tour, lors de la draft WNBA 2009 par le Sun du Connecticut. Cependant, préférant donner la priorité aux préparations et championnats de la sélection nationale (qui ont aussi lieu l'été), elle ne rejoint pas la ligue américaine. Interrogée à nouveau à ce sujet en avril 2014, elle explique que cette option est toujours envisageable : " Pour toute joueuse, c'est magnifique de pouvoir jouer en WNBA, avec les meilleures du monde. Si je pouvais combiner [la sélection et la WNBA], ça me plairait. (...) Nous verrons bien l'an prochain."
Lors de sa seconde année avec Perfumerías Avenidas, sous le coaching de Lucas Mondelo, elle double sa moyenne de points pour atteindre 15,8 points. Ses autres moyennes sont de 4,2 rebonds, 2,3 passes en 28 minutes. Le club de Salamanque met un terme à la série de quatre victoires consécutives en Euroligue du club russe du Spartak région de Moscou en s'imposant en finale sur le score de 68 à 59. Alba Torrens apporte en moyenne 13 points et un rebond en 28 minutes par match en Euroligue. Elle est désignée meilleure joueuse de ce Final Four. Son club remporte également le titre de champion d'Espagne, en deux manches face à Valence et la Supercoupe d'Espagne.

### Carrière en Turquie et Russie
En 2011, Alba Torrens signe avec le club turc de Galatasaray SK, désireuse d'améliorer son jeu auprès de joueuses de haut niveau international comme Diana Taurasi, Sylvia Fowles ou Tina Charles. Cependant une blessure grave au genou droit (rupture du ligament croisé) lors d'un match d'euroligue en janvier 2012 l'empêche de terminer cette première saison. Elle retourne à Barcelone pour se faire opérer et fait face à presque un an de travail de récupération. La communauté du basket espagnol lui apporte son soutien à travers l'initiative Una sonrisa para Alba. Elle reconnaît que cette année fut sans doute « le moment le plus difficile de sa carrière ». Elle reprend progressivement le chemin des parquets turcs en décembre 2012. 
L'année suivante est qualifiée de « saison exemplaire » par FIBA Europe puisque le club turc remporte trois titres, à chaque fois face au Fenerbahçe : la Coupe de Turquie, le Championnat de Turquie et pour la première fois, l'Euroligue. La moyenne d'Alba Torrens en Euroligue est de 13,7 points, 3,8 rebonds et 2,8 passes. FIBA Europe la considère comme le "héros du match" lors des demi-finales face au tenant du titre, le club russe UMMC Iekaterinbourg, en marquant 29 points dont sept à 3 points. Elle est nommée Meilleure joueuse du tournoi. En ligue turque, sa moyenne est de 13,6 points, 3,2 rebonds et 2,4 passes. 
En octobre 2014, elle rejoint la ligue russe sous la bannière du champion UMMC Iekaterinbourg  qui depuis 2008 atteint systématiquement le top 3 de l'Euroligue et possède dans son effectif des joueuses internationales comme Diana Taurasi, Candace Parker, Sandrine Gruda ou encore sa compatriote Silvia Domínguez. Maxim Ryabkov, General Manager du club justifie ce choix de recrutement ainsi : "Alba est une joueuse unique. Elle est grande d'1,92 mètre et elle est capable de jouer sur les cinq postes. Elle peut être efficace en attaque, à la fois en pénétration dans la raquette, en battant l'adversaire en un contre un ou finissant par un lay-up et aussi en marquant de l'extérieur. Elle est une joueuse autonome. Il y a des gens qui ont besoin qu'on leur serve et distribue la balle, qu'on crée un jeu pour que leur talent se révèle. Mais Alba est capable de réussir ce travail difficile pour elle-même et son équipe en général. Nous espérons qu'elle deviendra une des joueuses phares de UMMC pour longtemps".
En avril 2015, elle manque de peu l’obtention d’un troisième titre européen après une défaite en finale 68-72 face à l’USK Prague. À titre individuel, malgré un début de saison d'Euroligue irrégulier (pour les deux premiers mois de compétition, elle compte 6,1 points pour 18 minutes par match), elle se rattrape à partir de janvier avec une moyenne de 11,8 points en 25,8 minutes sur la seconde partie de saison. Le bilan global de son Euroligue 2015 est de 9,7 points, 3,6 rebonds et 1,3 passe. 
UMMC Iekaterinbourg remporte le championnat de Russie 2015 face à Nadejda Orenbourg (3 matchs à 1). Sur l'ensemble de la compétition, la moyenne d'Alba Torrens est de 14,3 points, 5,5 rebonds, 3,1 passes et 1,6 interception pour 26,3 minutes de jeu, témoignant d'une très bonne adaptation à sa nouvelle équipe, comme le fait remarquer la FIBA.
Elle remporte l'Euroligue 2016 avec UMMC Iekaterinbourg, qui dispose 72 à 69 d'Orenburg.
Elle signe son retour en Espagne en s’engageant pour le Valence BC pour la saison 2022-2023.

## Parcours en sélection nationale

### 2004-2007: Compétitions en sélection jeune
Alba Torrens remporte ses premiers titres européens lors des championnats U16 (16 ans et moins) en 2004 et 2005 et pour lesquels elle est nommée meilleure joueuse du tournoi deux années consécutives. En championnat d'Europe U18 (18 ans et moins), elle obtient successivement une médaille d'or en 2006 et une médaille d'argent en 2007. 

### 2008-2011: Débuts d'intégration de l'équipe senior
En 2008, à 19 ans, elle participe à sa première compétition internationale avec l'équipe senior : les Jeux olympiques de Pékin où l'Espagne termine à la cinquième place. Ses statistiques sont de 7,7 points, 2 rebonds, 0,5 passe en 15,3 minutes par match . Sa performance la plus notable est le premier match joué par l'Espagne, contre la Chine, avec 18 points et 4 rebonds en 18 minutes. La Fédération Espagnole de Basket considère qu'Alba Torrens est "une des révélations du tournoi. Elle participe à ses premiers jeux olympiques alors qu'elle n'a que 18 ans - bientôt 19 ans. (...) Lors de sa première expérience avec la sélection nationale senior elle est déjà devenue la troisième marqueuse de l'équipe. (...) Sans être une habituée du cinq titulaire, elle a surpris par sa rapidité à armer son bras et tirer de loin. Une des principales étoiles de la génération 89."
L'année suivante, l'Espagne remporte la médaille de bronze lors du Championnat d'Europe 2009, Alba Torrens apportant 8,8 points, 4,7 rebonds et 1,3 passe. Le même été, elle obtient la médaille d'argent lors du championnat d'Europe U20 (20 ans et moins) et compte une moyenne de 16 points, 6,1 rebonds et 4,3 passes par match. FIBA Europe lui décerne le titre de Meilleure joueuse du tournoi, soulignant " un jeu spectaculaire " lors des huitièmes de finale face à la Serbie. Sa performance sur ce match est de 36 points, avec 64,3 % de réussite aux 2 points et 71,4 % aux 3 points ainsi que 4 rebonds et 5 passes décisives. 
L'Espagne monte pour la première fois de son histoire sur le podium d'un championnat du monde lors de l'édition 2010  en remportant la médaille de bronze. La performance d'Alba Torrens sur l'ensemble de la compétition est de 8,2 points, 2,7 rebonds et 0,9 passe. Après s'être imposée en prolongation face à la France, l'Espagne s'incline ensuite devant les Américaines, 106 à 70. Alba Torrens apporte 19 points lors de la victoire face à la Biélorussie (77-68) sécurisant une place sur le podium.
Les Espagnoles figurent parmi les prétendantes au titre de championnes d'Europe 2011  mais sont éliminées au second tour. Les résultats d'Alba Torrens sur cette compétition sont de 13,8 points, 2,8 rebonds et 1,8 passe, avec un match éliminatoire face à la Croatie " cauchemardesque " pour Alba Torrens (2 points - 0% de réussite aux 2 points et 3 points-, 1 rebond et 0 passe). S’ensuit une traversée du désert de deux ans pour la sélection nationale espagnole. De facto non-qualifiée pour les Jeux Olympiques de Londres en 2012, l'Espagne est aussi obligée de passer par un tournoi qualificatif (auquel Alba Torrens ne participera pas du fait de sa blessure) pour pouvoir participer au championnat d'Europe l'année suivante.

### depuis 2013: Confirmation de son rôle en sélection nationale
Lors du Championnat d'Europe 2013, l'Espagne remonte au sommet du podium en remportant la médaille d'or, sous le coaching de Lucas Mondelo qui s'appuie beaucoup sur l'effectif de son ancienne équipe de Perfumerías Avenidas. Sur l'ensemble de la compétition la moyenne d'Alba Torrens est de 16,2 points, 3,2 rebonds et 1,8 passe. Le premier match de l'Espagne, contre la Russie, montre que malgré un an d'absence loin des parquets du fait de sa blessure elle a conservé sa rapidité et son adresse (30 points). La veille de la finale contre la France, Edwige Lawson-Wade souligne ainsi les qualités de son adversaire : "Elle abat un boulot énorme, c’est une joueuse hyper active, une grosse scoreuse qui n’a pas peur de prendre un shoot. Il n’y en a aucun mauvais pour elle. Elle pénètre aussi. Elle est d’ailleurs meilleure en pénétration qu’en tir extérieur. C’est la joueuse la plus talentueuse d’Europe actuellement."  Alba Torrens finit d'ailleurs meilleure marqueuse de son équipe (21 points) en finale contre la France (70-69) devant sa compatriote et MVP du tournoi Sancho Lyttle .
L'année suivante, l’Espagne remporte pour la première fois une médaille d’argent lors du Championnat du monde de basket-ball féminin 2014 en Turquie, événement qualifié d' " historique " par le Président de la Fédération Espagnole de Basket, José Luis Saéz. Vice-championnes du monde, ou comme le fait remarquer la capitaine Laia Palau « Championnes du monde normal » (reconnaissant la supériorité physique et technique des Américaines), les Espagnoles ont effectué un parcours presque sans faute : elles ont gagné tous leurs matchs (à l’exception de la finale) avec 20 points d’écart en moyenne. Les statistiques d’Alba Torrens sont de 15,5 points (classée 3e du championnat), 3 rebonds, 2,5 passes. Son rôle lors de la demi-finale face à la sélection turque (comprenant plusieurs de ses coéquipières du Galatasaray) est particulièrement décisif : 28 points, 6 rebonds, 3 passes. "Je pense que c'est un des plus beaux jours de ma carrière - quelque chose d'incroyable, de vraiment spécial et le genre de jour qu'on ne vit qu'en rêve." déclare-t-elle après le match. Cette victoire (66-56) laisse cependant place à une finale en demi-teinte face aux États-Unis (64-77) dont Lucas Mondelo retiendra surtout la seconde mi-temps. Alba Torrens fait partie du cinq idéal mais comme à son habitude,, insiste beaucoup sur le travail de toute l’équipe.
Lors du Championnat d'Europe de 2015, la Sélection espagnole remporte la médaille de bronze, en s'imposant face à la Biélorussie 78 à 64, et est par la même occasion qualifiée pour le tournoi préolympique de 2016. Alba Torrens termine meilleure marqueuse du championnat et est aussi nommée dans le cinq idéal. Au niveau statistique, elle réalise la meilleure performance de sa carrière en compétition internationale avec 19,7 points, 6,1 rebonds, 3,3 passes avec notamment 25 points, 6 rebonds et 5 passes décisives dans le match pour le bronze. « C'était vraiment un rude tournoi. Le niveau des équipes était incroyable. Depuis la première journée, chaque rencontre était dure. Il n'y avait jamais de moment facile. Physiquement et mentalement, c'était difficile aussi. Je suis donc fière de la manière dont mon équipe et le staff se sont battus. »
Lors de la coupe du monde 2018, l'équipe obtient la médaille de bronze, cette fois face à la Belgique.
En délicatesse avec un genou lors de la saison avec son club, elle déclare forfait pour le Championnat d'Europe de basket-ball féminin 2019.

## Palmarès et statistiques

### Palmarès en club
- Championne de la Supercoupe d'Espagne 2010
- Championne d'Espagne 2011
- Championne Supercoupe de Turquie 2012
- Championne Coupe de Turquie 2012, 2013 et 2014
- Championne de Turquie 2014
- Championne d'Euroligue féminine de basket-ball 2010-2011
- Championne d'Euroligue féminine de basket-ball 2013-2014
- Championne de Russie 2015
- Championne d'Euroligue féminine de basket-ball 2015-2016
- Championne d'Euroligue féminine de basket-ball 2017-2018
- Championne d'Euroligue féminine de basket-ball 2018-2019
- Championne d'Euroligue féminine de basket-ball 2020-2021
- Championne de Russie 2016
- Championne de Russie 2017
- Championne de Russie 2018
- Championne de Russie 2019

### Palmarès en sélection nationale
Jeux olympiques d'été
- 5e des Jeux olympiques de 2008 à Pékin, Chine
- Médaille d'argent aux Jeux olympiques de 2016[73]

Championnat du monde
- Médaille de bronze du Championnat du monde 2010 en République tchèque
- Médaille d’argent du Championnat du monde 2014[74] en Turquie
- Médaille de bronze à la coupe du monde 2018[71]

Championnat d'Europe
- Médaille de bronze du Championnat d'Europe 2009 en Lettonie
- Médaille d'or au championnat d'Europe 2013 en France
- Médaille de bronze au championnat d'Europe 2015[69] en Hongrie et Roumanie
- Médaille d'or au championnat d'Europe 2017[75] en République tchèque

Compétitions de jeunes
- Médaille d'argent du Championnat d'Europe des 20 ans et moins 2009
- Médaille d'argent du Championnat d'Europe juniores 2007
- Médaille d'or du Championnat d'Europe juniores 2006
- Médaille d'or du Championnat d'Europe cadettes 2005
- Médaille d'or du Championnat d'Europe cadettes 2004

### Distinctions personnelles
Les performances d'Alba Torrens sont très tôt reconnues :
- Elle est récompensée du titre de meilleure joueuse du championnat d'Europe cadettes 2004 et 2005[36].
- En 2009, elle reçoit cette même distinction lors du championnat d'Europe des 20 ans et moins[42].
- Lors de sa dernière année en équipe jeune, la FIBA lui décerne le titre de meilleure jeune basketteuse européenne de l'année 2009[76].

Son palmarès personnel s'étoffe encore plus au niveau senior : 
- La FIBA la désigne comme meilleure joueuse européenne de l'année en 2011[77] et 2014[78].
- Elle est aussi nommée meilleure joueuse d'Euroligue en 2011[10] et 2014[23].
- Avec sa sélection, elle apparaît dans le cinq idéal de plusieurs compétitions, lors des championnats d'Europe 2013[58] et 2015, ainsi que lors des mondiaux 2014[79].
- Enfin, le journal sportif italien La Gazzetta dello Sport lui décerne le titre de Meilleure joueuse de l'année en 2011 et 2014[80].

Turgay Demirel, Président de FIBA Europe, estime qu'« Alba Torrens se distingue comme une des joueuses de basket de l'élite mondiale. » 
Angel Palmi, Directeur sportif de la Fédération Espagnole de Basket, commente ainsi les titres obtenus par la joueuse en 2014 : "Alba incarne l'esprit et la conception du jeu de l'école espagnole. Une joueuse capable de lire le jeu pour être déterminante à différents postes, avec un niveau d'engagement extraordinaire et un niveau de compétitivité et d'exécution technique qui fait d'elle une des meilleures du monde."
Paul Nilsen, chroniqueur et spécialiste du basket féminin pour la FIBA la décrit en 2015 comme une "personne au talent extraordinaire", "un véritable grand nom du basket féminin" et considère que "le basket féminin a besoin de plus de joueuses comme [elle]. (...) L'adulation tumultueuse qu'elle reçoit des nombreux fans qui adore son jeu est complètement méritée."

### Statistiques
| Compétition       | M  | Min   | Pts  | Tirs   | Tirs   | Tirs    | Rebonds | Rebonds | Rebonds | Pd   | F    | BP  | Int  |
| Compétition       | M  | Min   | Pts  | 2Pts   | 3Pts   | LF      | O       | D       | TRB     | Pd   | F    | BP  | Int  |
| ----------------- | -- | ----- | ---- | ------ | ------ | ------- | ------- | ------- | ------- | ---- | ---- | --- | ---- |
| JO 2008           | 6  | 15,3  | 7,7  | 55,0 % | 31,6 % | 100,0 % | 0,0     | 2,0     | 2,0     | 0,5  | 1,5  | 0,0 | 0,5  |
| Euro 2009         | 9  | 25,1  | 8,8  | 44,9 % | 27,8 % | 71,4 %  | 0,8     | 3,9     | 4,7     | 1,3  | 1,4  | 0,2 | 1,3  |
| Euro 2009 -20 ans | 10 | 28,2  | 15,7 | 50,6 % | 32,0 % | 81,8 %  | 1,6     | 4,7     | 6,3     | 4,3  | 1,2  | 0,4 | 2,4  |
| Mondial 2010      | 9  | 20,44 | 8,22 | 56,8 % | 35,3 % | 75 %    | 0,55    | 2,11    | 2,66    | 0,88 | 1,22 | 1,0 | 0,77 |
| Euro 2011         | 6  | 29,5  | 13,8 | 43,1 % | 18,5 % | 92,3 %  | 1,0     | 1,8     | 2,8     | 1,8  | 0,7  | 2,3 | 1,2  |
| Euro 2013         | 9  | 28,3  | 16,2 | 41,0 % | 40,5 % | 84,6 %  | 0,7     | 2,6     | 3,2     | 1,8  | 1,2  | 2,0 | 1,6  |
| Mondial 2014      | 6  | 29,16 | 15,5 | 43,3 % | 44,0 % | 80 %    | 0,5     | 2,5     | 3       | 2,5  | 1,3  | 2,1 | 0,5  |